# Улица Карпенко-Карого (Чернигов)
Улица Карпенко-Карого (до 2023 года — улица Станиславского) (укр. Вулиця Карпенка-Карого) — улица в Деснянском районе города Чернигова. Пролегает от улицы Гетмана Полуботка до улицы Земская. Улица расположена на линии трассировки проспекта Победы с реконструкцией усадебной застройки под многоэтажную жилую застройку, согласно «Генеральному плану Чернигова».  
Примыкают улицы Милорадовичей, Терентия Кореня, Алексея Флёрова, Афанасия Шафонского.

## История
Глебовщина была проложена после 1908 года и застроена индивидуальными домами. Затем была названа Григорьевская улица. Оба названия связаны с тем, что улица была проложена на земле Григория Глебова. 
В 1940 году Григорьевская улица была переименована на улица Станиславского — в честь русского театрального режиссёра Константина Сергеевича Станиславского.
Начало улицы в 1980-е годы было преобразована в связи со строительством квартала многоэтажной жилой застройки проспекта Победы (район Пять углы). В советский период по улице были расположены областное предприятие «Бытрадиотехника» и путевой ремонтно-строительный трест. 
С целью проведения политики очищения городского пространства от топонимов, которые возвеличивают, увековечивают, пропагандируют или символизируют Российскую Федерацию, 1 июня 2023 года улица получила современное название — в честь украинского драматического писателя Ивана Карповича Карпенко-Карого, согласно Решению Черниговского городского совета № 30/VIII-15 «Про переименование улиц в городе Чернигове» («Про перейменування вулиць у місті Чернігові»).

## Застройка
Начало улицы служит внутридомовым проездом. Парная и непарная стороны улицы занята усадебной застройкой. Сохранились интересные по архитектуре дома старой застройки (например, №№ 8, 23, 40 и другие).
Учреждения:
1. дом № 40 — центр реабилитации людей с ограниченными физическими возможностями

Памятники истории:
1. дом № 40 — Дом, где жил экономист и литератор Иосиф Гаврилович Дроздов (дом начала 20 века) — истории местного значения